# Lindø, Langeland
Lindø är en ö i Danmark.   Den ligger i Region Syddanmark, i den södra delen av landet, 150 km sydväst om Köpenhamn.